# Berthier—Maskinongé
Pour les articles homonymes, voir Berthier et Maskinongé.
Circonscription électorale fédérale du Canada
Berthier—Maskinongé (auparavant Berthier et de Berthier—Maskinongé—Lanaudière) est une circonscription électorale fédérale canadienne située au Québec.
Elle est représentée à la Chambre des communes par Yves Perron (Bloc québécois) depuis les élections fédérales de 2019.

## Géographie
La circonscription longe la rive nord du fleuve Saint-Laurent entre la couronne nord de Montréal et Trois-Rivières, chevauchant les régions québécoises de Lanaudière et de la Mauricie.
Elle comprend les municipalités régionales de comté D'Autray et Maskinongé, ainsi que la partie ouest de la ville de Trois-Rivières constituée du secteur de Pointe-du-Lac; et la partie de la municipalité régionale de comté de Matawinie
Elle comprend:
- Les villes de Louiseville, Lavaltrie, Berthierville et Lanoraie
- Les municipalités de Saint-Mathieu-du-Parc, Saint-Boniface, Saint-Élie-de-Caxton, Charette, Saint-Paulin, Yamachiche, Saint-Justin, Mandeville, Saint-Gabriel-de-Brandon, Saint-Gabriel, Maskinongé, Saint-Ignace-de-Loyola, Saint-Cuthbert, Sainte-Geneviève-de-Berthier, Sainte-Élisabeth, Saint-Félix-de-Valois, Saint-Jean-de-Matha et Saint-Damien
- Les municipalités de paroisse de Saint-Alexis-des-Monts, Saint-Étienne-des-Grès, Saint-Barnabé, Saint-Sévère, Saint-Léon-le-Grand, Sainte-Ursule, Saint-Didace, Saint-Barthélemy et Saint-Norbert

Les circonscriptions limitrophes sont Joliette, Repentigny, Verchères—Les Patriotes, Bas-Richelieu—Nicolet—Bécancour, Trois-Rivières et Saint-Maurice—Champlain.

## Historique
La circonscription de Berthier—Maskinongé est a été créée en 1924 avec la fusion de Berthier et de Maskinongé. Abolie en 1952, elle fut fusionnée à Berthier—Maskinongé—de Lanaudière.
Berthier fut recréée en 1966 à partir de Berthier—Maskinongé—de Lanaudière, Chapleau, Joliette—L'Assomption—Montcalm, Saint-Maurice—Laflèche et Trois-Rivières. Berthier devint Berthier—Maskinongé en 1975 et Berthier—Maskinongé—Lanaudière en 1980. De nouveau abolie en 1987, elle fut divisée entre Berthier—Montcalm, Champlain et Saint-Maurice.
Berthier—Maskinongé est réapparue en 2003, de parties provenant des circonscriptions de Trois-Rivières, Berthier—Montcalm et Saint-Maurice.
Depuis l'élection fédérale du 2 mai 2011, la députée est la néo-démocrate Ruth-Ellen Brosseau. Cette élection fait beaucoup parler d'elle car la candidate n'a jamais mis les pieds dans la circonscription, ne parle pas français et est à Las Vegas le jour de l'élection. De plus, son bulletin de mise en candidature fait l'objet de trois plaintes - de la part des candidates du Parti Conservateur et du Parti Libéral et d'un résident de la circonscription -, mais sa large élection est finalement validée. Cependant, après son élection elle déménage dans la circonscription, apprend le français et prend des responsabilités au Parlement indiquant « avoir été une candidate poteau mais ne pas être une députée poteau ».

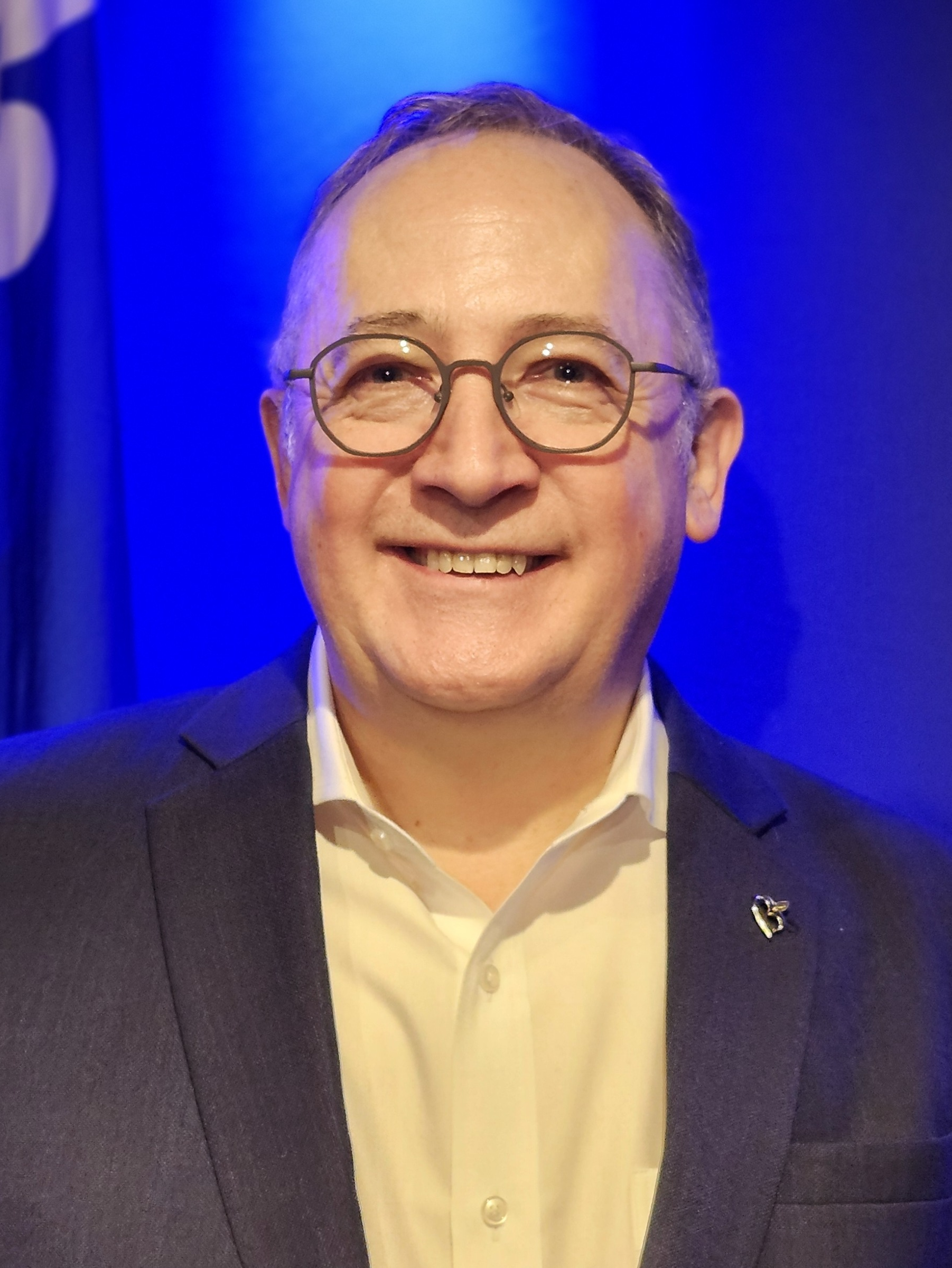
Yves Perron est député de Berthier-Maskinongé depuis 2019.

## Députés
| Législature | Années        | Député                          | Parti | Parti                     |
| --- | ------------- | ------------------------------- | ----- | ------------------------- |
| Berthier—Maskinongé issue de Berthier et Maskinongé                                                                                       |               |                                 |       |                           |
| 15e | 1925–1926     | Joseph-Charles-Théodore Gervais |       | Libéral                   |
| 16e | 1926–1930     | Joseph-Charles-Théodore Gervais |       | Libéral                   |
| 17e | 1930–1935     | Joseph Arthur Barrette          |       | Conservateur              |
| 18e | 1935–1940     | J.-Émile Ferron                 |       | Libéral                   |
| 19e | 1940–1945     | J.-Émile Ferron                 |       | Libéral                   |
| 20e | 1945–1949     | Aldéric Laurendeau              |       | Libéral                   |
| 21e | 1949–1953     | Joseph Langlois                 |       | Libéral                   |
| Fusionnée à Berthier—Maskinongé—de Lanaudière                                                                                             |               |                                 |       |                           |
| Berthier Recréée de Berthier—Maskinongé—de Lanaudière, Chapleau, Joliette—L'Assomption—Montcalm, Saint-Maurice—Laflèche et Trois-Rivières |               |                                 |       |                           |
| 28e | 1968–1972     | Antonio Yanakis                 |       | Libéral                   |
| 29e | 1972–1974     | Antonio Yanakis                 |       | Libéral                   |
| 30e | 1974–1979     | Antonio Yanakis                 |       | Libéral                   |
| Berthier—Maskinongé |               |                                 |       |                           |
| 31e | 1979–1980     | Antonio Yanakis                 |       | Libéral                   |
| 32e | 1980–1984     | Antonio Yanakis                 |       | Libéral                   |
| Berthier—Maskinongé—Lanaudière |               |                                 |       |                           |
| 33e | 1984–1988     | Robert de Cotret                |       | Progressiste-conservateur |
| Redistribuée parmi Berthier—Montcalm, Champlain et Saint-Maurice                                                                          |               |                                 |       |                           |
| Berthier—Maskinongé Recréée de Trois-Rivières, Berthier—Montcalm et Saint-Maurice                                                         |               |                                 |       |                           |
| 38e | 2004–2006     | Guy André                       |       | Bloc québécois            |
| 39e | 2006–2008     | Guy André                       |       | Bloc québécois            |
| 40e | 2008–2011     | Guy André                       |       | Bloc québécois            |
| 41e | 2011–2015     | Ruth Ellen Brosseau             |       | Néo-démocrate             |
| 42e | 2015–2019     | Ruth Ellen Brosseau             |       | Néo-démocrate             |
| 43e | 2019–2021     | Yves Perron                     |       | Bloc québécois            |
| 44e | 2021–2025     | Yves Perron                     |       | Bloc québécois            |
| 45e | 2025–en cours | Yves Perron                     |       | Bloc québécois            |

## Résultats électoraux
|       | Candidat           | Parti          | # de voix | % des voix |
|       | Marie-Claude Godue | Conservateur   | +12 078,  | 22,19 %    |
|       | (x) Guy André      | Bloc québécois | +24 945,  | 45,83 %    |
|       | Jean-Luc Matteau   | Libéral        | +10 035,  | 18,44 %    |
|       | André Chauvette    | NPD            | +05 684,  | 10,44 %    |
|       | Denis Lefebvre     | Vert           | +01 691,  | 3,11 %     |
| Total | Total              | Total          | 54 433    | 100 %      |